# Museu Histórico em Lubin

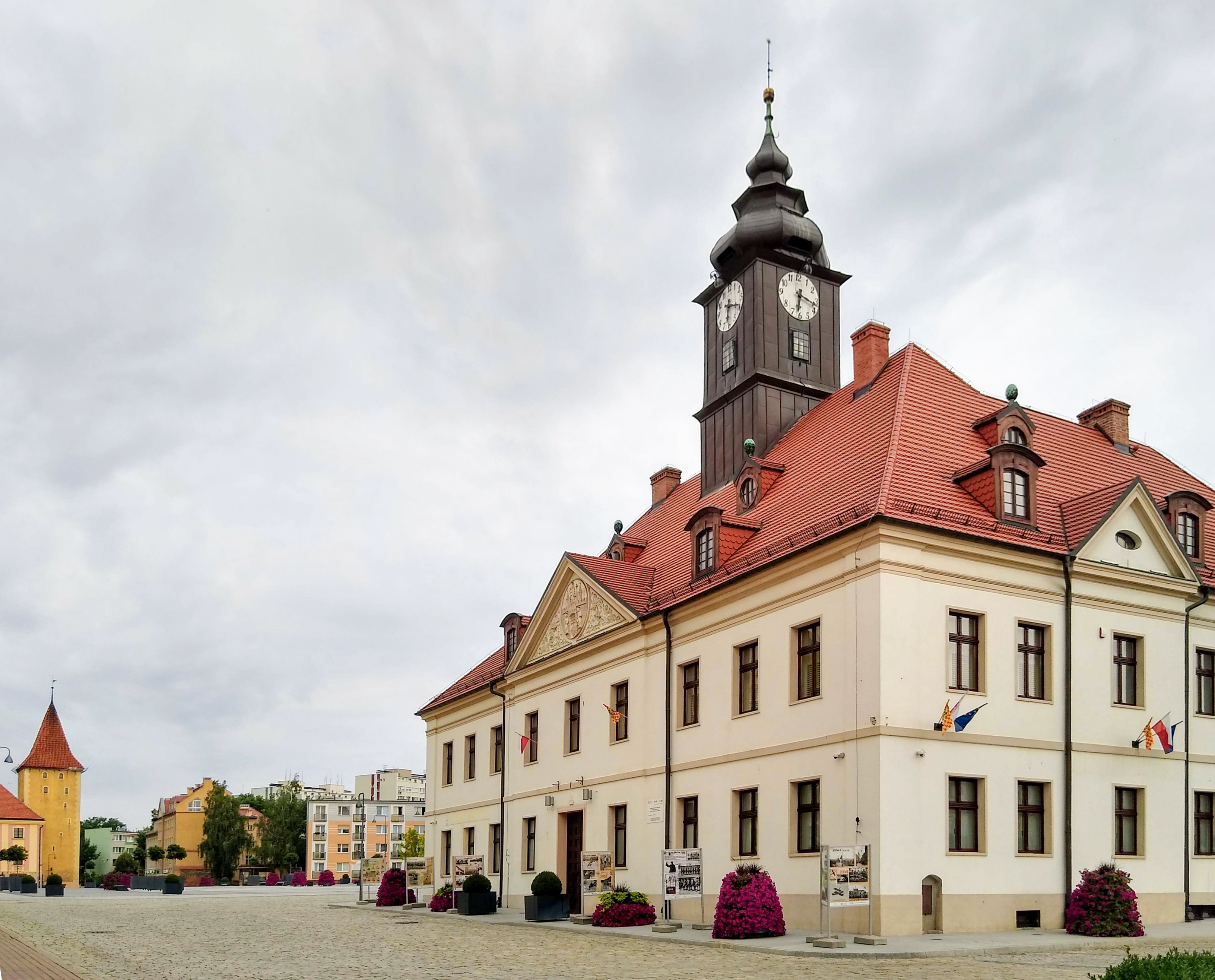
A Câmara Municipal em Lubin, a sede da instituição

O Museu Histórico em Lubin - o museu apresenta, entre outros, a história mais nova de Lubin. É uma instituição municipal da cultura criada em 2016, aberta para visitantes em 17 de Maio de 2018. Fica na câmara municipal histórica e no Parque Florestal.
A instituição documenta a etapa do desenvolvimento intenso de Lubin na segunda metade do século XX, apresenta a história de Guerra Grande e Segunda Guerra Mundial, conduz a atividade de exposição, editorial, educativa, científica e cultural.

## História
O Museu Histórico em Lubin foi estabelecido na base da resolução do Conselho Municipal em Lubin do dia 31 de Maio de 2016, aberto oficialmente em 17 de Maio de 2018. Funciona no quadro da Comuna Municipal de Lubin, atualmente tem duas localizações. A filial principal fica no edifício da Câmara Municipal renovado, parte ao ar livre - Parque Florestal- fica na rua Kwiatowa 9. Inicialmente o museu funcionou também no terreno do Centro Cultural „Wzgórze Zamkowe” (rua Mikołaja Pruzi 7,9). Durante a sessão em 12 de Fevereiro de 2019 os vereadores de Lubin decidiram sobre a fusão das ambas instituições desde 1 de Abril de 2019. Visita ao museu e a entrada ao Parque Florestal é gratuita.

## Exposição

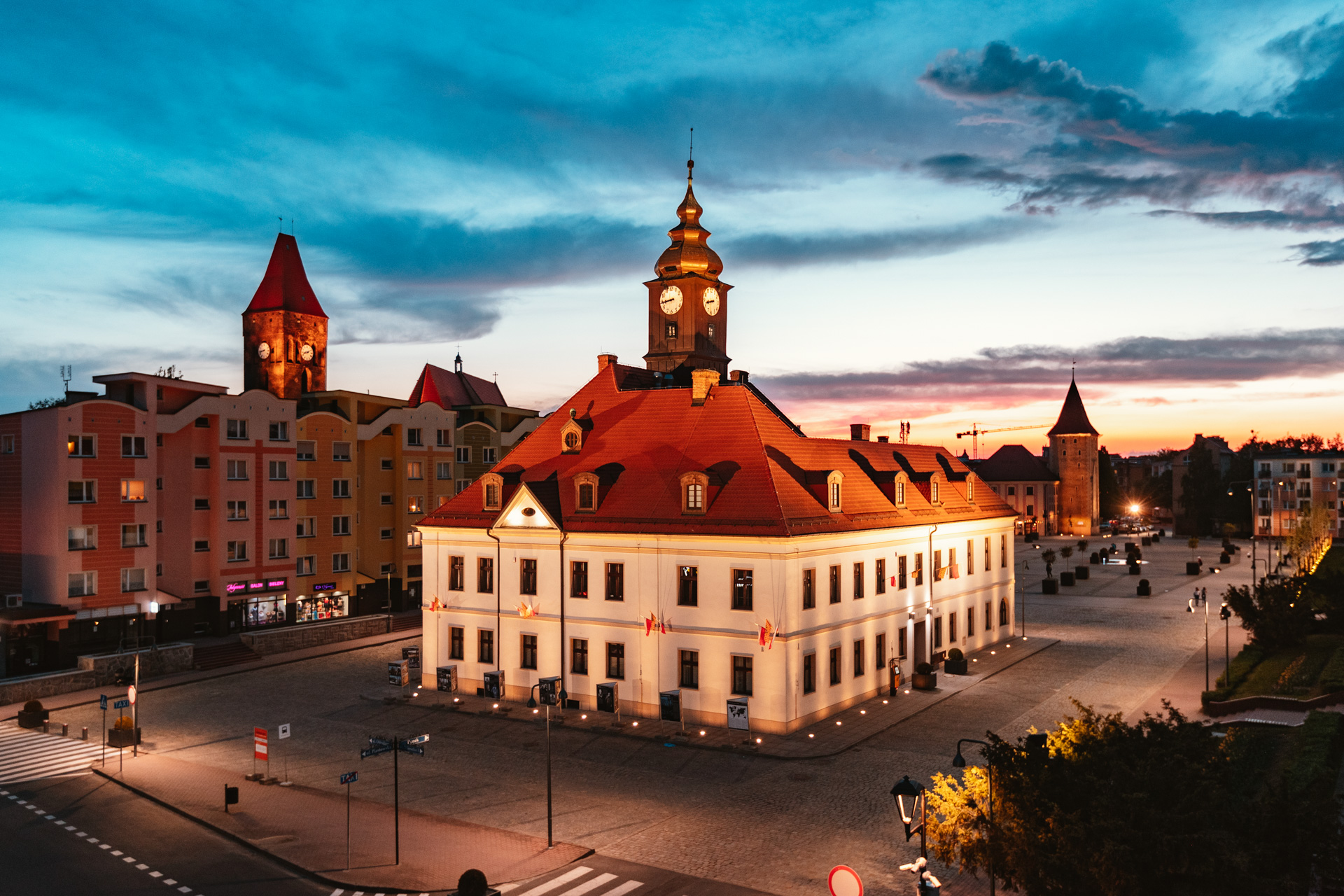
Vista geral

Na Câmara Municipal os visitantes podem ver exposições permanentes sobre a história da cidade e região na forma narrativa de relato museal. No espaço disponível (no rés-do-chão e sótão) estão apresentadas exibições originais como réplicas e reproduções que permitem o contato direito do visitante com os objetos e engajamento individual. A fundação deste modo de apresentação é a criação do espaço que serve não só para observação passiva mas também para participação ativa e interação com o conteúdo. Para isso servem também novas técnicas audiovisuais - entre outros filmes, fragmentos de programa do rádio, efeitos sonoros ou ecrãs táticos educativos. Apesar da exposição permanente, o museu apresenta as exposições temporais.

## Ponto de informação
Situado rés-do-chão do lado ocidental, é a primeira etapa durante a visita no museu. Ali fica não só o ponto de informação, mas também loja museal ou a sala de leitura na qual apesar de jornais e revistas estão disponíveis revistas especializadas.

## Cartografia da Silésia Baixa
No vestíbulo da Câmara Municipal é possível ver as reproduções de formato grande dos mapas históricos, o conjunto compõe-se de obras cartográficas da região de Baixa Silésia como mais detalhadamente - a terra de Lubin. O mapa mais velho na exposição foi criado em 1609 em Antuérpia, mais novo - o mapa do distrito de Lubin feito em 1831 em Wrocław. As reproduções ficam ali como exposição permanente.

## Galeria da Câmara Municipal
No rés-do-chão fica Galeria de Prefeitura - sala do museu na qual estão apresentadas exibições temporais na matéria de artes visuais:
●     Licencja na sztukę. Regionalne zderzenia artystyczne, 5–21.10.2018
●     Duch miasta. Pavel Hlavaty, 26.10–3.12.2018
●     Promocje 2018. 28. Ogólnopolski Przegląd Malarstwa Młodych,5–30.12.2018
●     Minione dekady. Polski Plakat Filmowy, 18.01–24.02.2019
●     Samarytanie z Markowej, 19–31.03.2019
●     Graficzne wędrówki, 12.04–11.05.2019
●     Ziemie polskie pod zaborami i Wielka Wojna, 17.05 –16.06.2019
●     Dolny Śląsk w XVIII wieku, 1–28.07.2019
●     Barwy, 5–25.08.2019
●     Nasze cechy i przywary – rysunki satyryczne Andrzeja Mleczki, 11.10 –10.11.2019
●     Atrakcyjna Polska. Historyczny plakat turystyczny i reklamowy, 21.11–31.12.2020
●     Stanisław Ostoja-Chrostowski. Pejzaże patriotyczne, ilustracje, drzeworyty, 6–31.05.2020
●     Szymon Kobyliński. Szkice historyczne, ilustracje, 10.06–27.07.2020
●     Bitwa Warszawska. Stulecie zwycięstwa, 14.08–20.09.2020
●      Lubię w Lubinie, 7.10–20.12.2020

## Desporto em Lubin
No conector de andar são apresentadas as fotografias arquivadas sobre eventos desportivos no Lubin dos anos 70 do século XX. O autor dessas fotografias é Krzysztof Raczkowiak. É possível ver ali também troféus, lembranças e fotos atuais que documentam os sucessos de desportistas de Lubin.

## Cultura em Lubin
No ático fica a coleção de cartazes e fotos que documentam os eventos culturais seletivos que tiveram lugar em Lubina durante a primeira década do século XXI. São apresentados também as editoras discográficas de grupos locais.

## História da cidade no plano da vida diária
Uma das exposições principais do Museu Histórico em Lubin tem título História da cidade no plano da vida diária. No espaço estilizado para um apartamento da família mineira é possível ver, nas quais moravam os cidadãos de Lubin nos anos 50., 60., 70. e 80. do século XX. A exposição multimedial junta os utensílios domésticos autênticos da época de Gierek com novos métodos de representação dos materiais cinematográficos, fotográficos e acústicos. Na cada de 4 salas é refletida uma das décadas dessa época, quando Lubin tornava-se a cidade que operava mais dinamicamente. O clima da realidade da época da República Popular da Polónia é refletido nos filmes arquivados, fotos, móveis originais e utensílios domésticos como sapatos relaksy, cristais que reinavam em cada apartamento, máquina de lavar Frania, televisão ou computador primeiro. Dos rádios autênticos dessa época são gravadas as entrevistas com personagens conhecidos a geração mais nova de livros e aulas de história. Entre elas fica: conversas com Jan Wyżykowski, pessoas, que chegaram ao capital de Cobre Polaca na busca do trabalho ou Edward Gierek que inspecionou a Bacia de Cobre, I secretário do Comité Central do Partido dos Trabalhadores Unidos da Polónia que governou na Polónia nos anos 1970-1980. Uma das curiosidades é maluch - Fiat 126p. Para completar a totalidade são postas as fotos feitas por amadores, fotojornalistas e fotógrafos: Krzysztof Raczkowiak, Kazimierz Bełza e Jerzy Kosiński.

## Crime de Lubin
Segunda exposição principal foi dedicada a Crime de Lubin - os eventos trágicos de 31 de Agosto de 1982 quando a milícia assassinou três mineiros: Michał Adamowicz, Mieczysław Poźniak i Stanisław Trajkowski. A exposição moderna multimedial e a homenagem para as vítimas e uma aula da história moderna de Lubin para vivos. Os documentos originais, principalmente fotografias de Krzysztof Raczkowiak e Ryszard Bober, apresentam o percurso de um dos dias mais trágicos na história pós-bélica da cidade. As impressões de formato grande, projeções multimídias, documentos de arquivo, recordações e efeitos acústicos (gritas de demonstrantes, sons de tiros) refletem o clima do dia memorável, 31 de Agosto de 1982.

## Educação
O Museu Histórico em Lubin conduz a atividade educativa em várias formas, dirigida a crianças e jovens como adultos. O museu realiza aulas museais, plásticas, seminários da atividade criativa, aulas fotográficas, de artesão e concursos. A instituição organiza conferências científicas e conduz a editora que populiza a história e promove a atividade do museu. Ao isso servem entre outros „Rocznik Muzealny”. O caráter educativo tem também a maioria dos eventos organizados pelo museu, como a Noite dos Museus ou [Reunião dos Veículos Históricos de Lubin.